# Jury

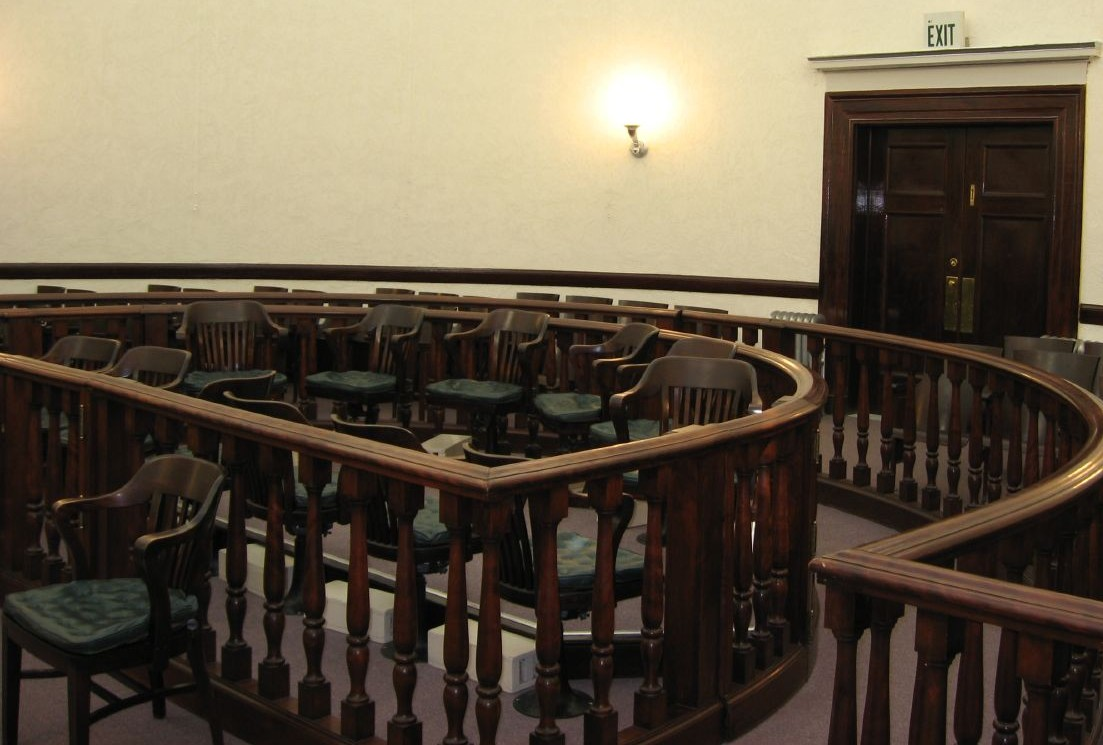
Ett jurybås i en rättssal i USA.

En jury är en särskilt utsedd nämnd, oftast opartisk, med uppdrag och befogenhet att fatta ett eller flera beslut. Juryer utvecklades i England under medeltiden och är ett kännetecken för common law-rättssystemet. De används fortfarande i dag i Storbritannien, USA, Kanada, Australien och andra länder vars rättssystem härstammar från Engelsk rätt.

## Jury inom domstolsväsendet
Beroende på rättssystem kan jury användas för att väcka åta, pröva skuldfrågan men även avgöra påföljd.
En åtalsjury (engelska: grand jury) prövar om det finns sannolika skäl att tro att ett brott har begåtts av en eller flera utpekade personer, och om åtal därför ska väckas. Den deltar däremot inte i domstolens prövning av målet. Åtalsjury förekommer idag främst inom system som bygger på engelsk rätt.
En domstols- eller rättegångsjury (engelska: petty jury, trial jury) har vanligen rollen att uttala sig om skuldfrågan. Påföljden kan sedan bestämmas av antingen juryn eller av domare, beroende på jurisdiktion. Jury kan förekomma både i brottmål, civilrättsliga mål och skadeståndstvister.
I de flesta länder består en jury av myndiga medborgare eller personer med rösträtt till landets parlament. De utses genom lottning, utnämning eller indirekta val.
En domstolsjury ska inte blandas samman med system där lekmän deltar som domare i rätten, exempelvis som svenska nämndemän eller japanska lekmannadomare.

### Jury i Sveriges domstolsväsende
I svensk rätt förekommer jury (bestående av nio lekmän) enbart i mål om tryckfrihetsbrott enligt 7 kap. tryckfrihetsförordningen. Tryckfrihetsmål upptas av tingsrätt inom vars domkrets länsstyrelse har sitt säte.
I tryckfrihetsmål, vari talan föres om ansvar, skall frågan, huruvida brott föreligger, prövas av en jury om nio medlemmar. Då jury prövar, huruvida brott föreligger, ska så anses vara fallet, om minst sex jurymän är ense därom.
Till jurymän ska utses svenska medborgare, som är bosatta inom länet. De bör vara kända för omdömesgillhet, självständighet och rättrådighet.
I brottmål i Sverige förekommer inte jury. Däremot representeras allmänheten genom nämndemän, som utgör lekmannadomare under ledning av en eller flera juristdomare.

## Jury inom sporten
Juryer förekommer i olika sportgrenar där en subjektiv bedömning fäller avgörandet, som exempelvis i backhoppning, gymnastik, konståkning och simhopp.

## Jury inom TV-underhållningsprogram
Juryer finns i flera underhållningsprogram där deltagarnas prestationer ska bedömas, till exempel i Dansbandskampen, Idol, Melodifestivalen och Let's Dance och Talang.

## Jury i tävlingar
En jury brukar användas för att avgöra konstnärliga tävlingar, till exempel arkitekturtävlingar och poesitävlingar. Jury används också för att nominera eller bestämma vinnare av konstnärliga priser (till exempel Guldpalmen i Cannes).